# La Sauvetat de Puèg-redon
La Sauvetat de Savèra (en francès La Sauvetat-de-Savères) és un municipi francès situat al departament d'Òlt i Garona i a la regió de la Nova Aquitània.

## Demografia
| 1962                                       | 1968 | 1975 | 1982 | 1990 | 1999 | 2007 |
| ------------------------------------------ | ---- | ---- | ---- | ---- | ---- | ---- |
| 298                                        | 303  | 284  | 260  | 312  | 349  |      |
| Des de 1962: població sense dobles comptes |      |      |      |      |      |      |

## Administració
| Període | Identitat            | Partit        |
| ------- | -------------------- | ------------- |
| 1999-   | Jean-Jacques Lambrot | Divers droite |